# لوکا پاگلیارولو
لوکا پاگلیارولو (انگلیسی: Luca Pagliarulo؛ زادهٔ ۶ سپتامبر ۱۹۸۳) بازیکن فوتبال اهل ایتالیا است.
از باشگاه‌هایی که در آن بازی کرده‌است می‌توان به باشگاه فوتبال فوجا و باشگاه فوتبال تراپانی اشاره کرد.